# حريق غرينوود
حريق غرينوود هو حريق هائل في منطقة أروهيد في ولاية مينيسوتا في الولايات المتحدة. لوحظ لأول مرة بالقرب من بحيرة غرينوود في ليك كاونتي في 15 أغسطس 2021، ويُعتقد أنه نجم عن البرق. بحلول 31 أغسطس أحرقت النيران 26.000 فدان، معظمها داخل الغابة الوطنية العليا، ودمرت 14 مبنى وألحقت أضرارًا بثلاثة أخرى.
أدى الحريق إلى إخلاء أكثر من 290 منزلًا وأدى إلى الإغلاق المؤقت لكامل منطقة برية منطقة باونداري ووترز للزوارق المجاورة لأول مرة منذ السبعينيات. بدأ الإغلاق في 20 أغسطس لمدة أسبوع واحد ومدد أسبوعًا آخر حتى نهاية 3 سبتمبر.
تم استدعاء أكثر من 400 من رجال الإطفاء للمساعدة في احتواء الحريق، والذي تم احتواؤه بنسبة 37٪ اعتبارًا من 31 أغسطس. وتاريخ الاحتواء المستهدف هو 8 سبتمبر.
يُعتقد أن الحريق قد تفاقم بسبب جفاف أمريكا الشمالية في عامي 2020 و21. في 18 أغسطس 2021 أعلنت وزارة الموارد الطبيعية أن ثلاثة مستجمعات مائية في شمال ولاية مينيسوتا شهدت «شدة جفاف استثنائية». لم يتم استخدام هذا التصنيف منذ إنشاء المقياس في عام 2000. وأضافت الوزارة أن «الجفاف الحالي ليس بنفس حدة فترات الجفاف التاريخية في 1988-89 أو الثلاثينيات».